# Calle Este-Oeste
Calle Este-Oeste (East West Street: On the Origins of Genocide and Crimes Against Humanity, título original en inglés) es un libro de 2016 de Philippe Sands que examina la vida de dos abogados judíos , Hersch Lauterpacht y Raphael Lemkin , nacidos con tres años de diferencia y estudiantes en la misma ciudad (Leópolis), que crearon el concepto legal de crímenes contra la humanidad y genocidio. Es una memoria e historia de los orígenes del derecho internacional de los derechos humanos después de la Segunda Guerra Mundial. 

## Premios
- Premio Baillie Gifford , 2016 [4]
- Mejores libros de historia del año, The Guardian , 2016[5]
- El premio Quarterly-Wingate judío , 2017[6]
- Libro de no ficción del año en los British Book Awards , 2017[7]